# Гэман, Валерикэ
Мариус Валериу (Валерикэ) Гэман (рум. Marius Valeriu "Valerică" Găman; 25 февраля 1989, Бэйлешти, Румыния) — румынский футболист, защитник клуба «Университатя (Крайова)».

## Карьера

### Клубная
Гэман был капитаном клуба «Университатя» из Крайовы и регулярным игроком основы молодёжной сборной Румынии. Весной 2011 года перешёл в бухарестское «Динамо» на правах свободного агента, однако не сумел там закрепиться. С 2011 по 2016 годы выступал за команду «Астра Джурджу».

### В сборной
Валерикэ Гэман дебютировал в национальной сборной Румынии в 2011 году.

## Достижения
«Астра»
- Обладатель Кубка Румынии: 2013/14
- Обладатель Суперкубка Румынии: 2014